# 愛の終りに (ジャッキー吉川とブルー・コメッツの曲)
「愛の終りに」（あいのおわりに）は、1966年4月20日に発売されたジャッキー吉川とブルー・コメッツの楽曲である。

## 解説
作曲は新居一芳（のちに彩木雅夫）による。実質的なデビュー曲である「青い瞳」を発売してから1ヶ月後の発売となった。曲中に歌詞を含まないインストゥルメンタル曲である。発売当時オリコンチャートは発足前であったため記録が無いが、約3万枚を売り上げた。
シャンソンの楽曲のひとつ「夜霧のしのび逢い(La Playa)」を思わせる、哀愁のあるメロディーに仕上がっている（当時のシングル盤のライナーノーツによる）。クラシックギターと口笛を中心に、フルートとオルガンを絡めている。作曲した彩木は「イタリアやフランス映画がブームの頃で、テーマ曲を聞くたびこのような曲が作れたらいいと思って作曲した」と述懐しており、自身のギター演奏による本曲をレコード会社に売り込んで日本コロムビアが興味を寄せ本曲で作曲家としてのレコードデビューとなった。
B面は「バラ色のドレス」（井上忠夫 作曲）。こちらもA面曲と同じくインストゥルメンタル曲である。サックスとエレキギターを前面に出し、やはりシャンソンの楽曲の「恋心(L'amour, C'est pour rien)」に似た、歌謡曲的なメロディーが特徴（当時のシングル盤のライナーノーツによる）。
レコードのディスクジャケットはメンバーの集合写真で、バラを模したと思われる花の絵が描かれている。
2014年6月11日にはMEG-CDからCD-Rシングルとしてリリースされた。

## 収録曲
1. 愛の終りに(Finale Of Love)
  - 作曲:新居一芳、編曲：小田啓義（ノンクレジット）
2. バラ色のドレス(My Rosy Dress)
  - 作曲・編曲:井上忠夫